# شعبه العجمى (الرضمة)

تعديل مصدري - تعديل

شعبه العجمى محلة تابعة لقرية بيت بدر، التابعة لعزلة أزال بمديرية الرضمة إحدى مديريات محافظة إب في الجمهورية اليمنية.، بلغ تعداد سكانها 49 حسب تعداد اليمن لعام 2004.